# MacArthur Causeway

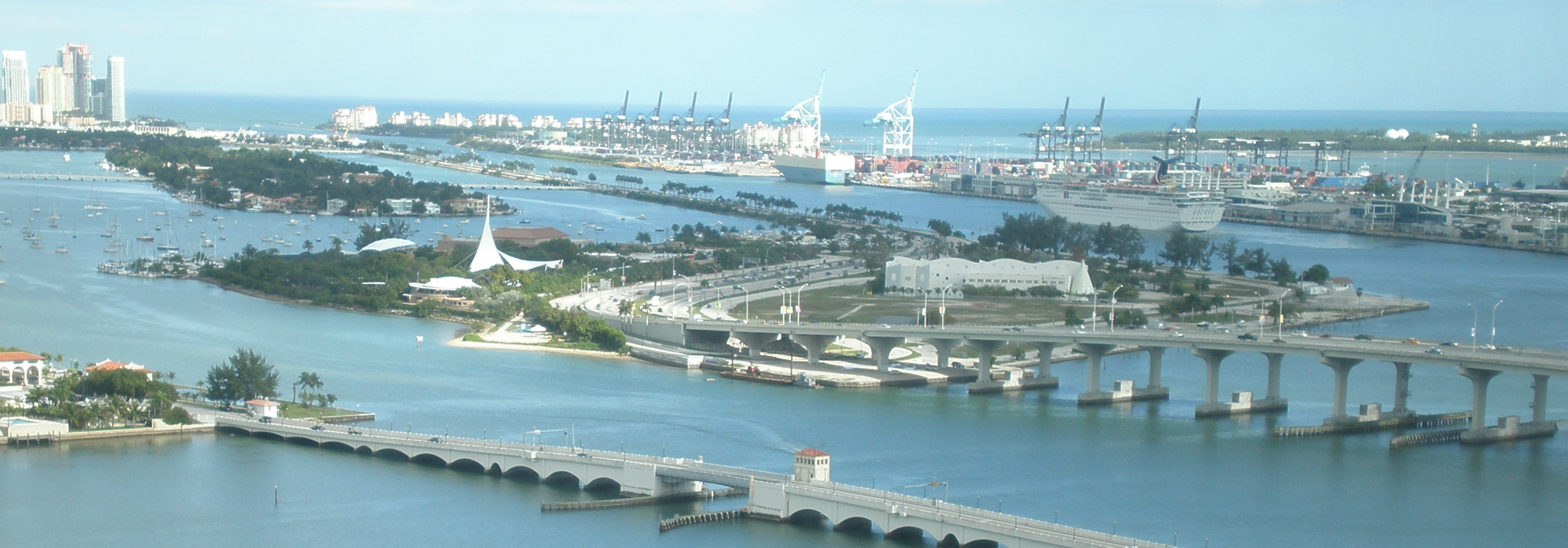
Vue de la MacArthur Causeway.

La General Douglas MacArthur Causeway est une chaussée américaine qui franchit la baie de Biscayne, dans le comté de Miami-Dade, en Floride. Elle relie Downtown Miami à South Beach, soit le centre-ville de Miami au quartier le plus touristique de Miami Beach.